# QSZ-92
QSZ-92 (Qin-ShangZu 92 кит. трад. 92式手枪) - полуавтоматический пистолет производства КНР. Разработан компанией Norinco в начале 1990-х годов и принят на вооружение НОАК. 

## История создания
В рамках проекта по модернизации арсенала оружия Китая разработка нового китайского пистолета началась в 1992 году, а завершилось в 1996. Пистолет QSZ-92 сочетает в себе несколько довольно оригинальных решений и выпускается в двух калибрах. Основной вариант использует 9 мм патрон DAP-92, являющийся китайской версией патрона 9mm Parabellum и вариант под патрон 5,8 мм. На вооружении НОАК стоит вариант калибра 5,8 (QSZ-92-5,8), а вариант под калибр 9мм (QSZ-92-9) стоит на вооружении правоохранительных органов Китая (НВМК). Также QSZ-92-9 поставляется на экспорт под обозначениями CF-98 и NORINCONP-42. Пистолет CF-98 также предлагается на экспорт в варианте под патрон 7,62х25 ТТ.

## Конструкция
Автоматика пистолета основана на использовании энергии отдачи при коротком ходе ствола. Запирание затвора осуществляется поворотом ствола. Пистолет QSZ-92 имеет полимерную рамку с отъемным стальным вкладышем, на котором выполнены направляющие для затвора и в котором крепится ударно-спусковой механизм двойного действия с открытым курком. Двусторонний предохранитель располагается на рамке оружия.Под стволом на рамке имеется направляющая для крепления фонаря или лазерного прицела.
Питание патронами осуществляется из отъемных коробчатых магазинов емкостью 20 патронов калибра 5,8 мм или 15 патронов калибра 9 мм.  Ударно-спусковой механизм куркового типа, двойного действия. Рычаги двухстороннего флажкового предохранителя, расположенные по обеим сторонам рамы, выполняют также функцию безопасного спуска курка с боевого взвода.

## Тактико-технические характеристики[2]
- Калибр: 9×19 (DAP-92) / 5,8×21 (DAP-5,8)
- Длина оружия: 190 мм
- Длина ствола: 111 мм
- Высота оружия: 135 мм
- Ширина оружия: 35 мм
- Масса без патронов: 760 г
- Емкость магазина: 15 патронов (DAP-92) / 20 патронов (DAP-5,8)